# Flegmatisch
Flegmatisch, ook wel lymfatisch genoemd, is een temperament of persoonlijkheidstype. Flegmatische mensen worden als kalm en rustig reagerend beschouwd. In de Griekse oudheid werd van hen verondersteld dat ze te veel slijm, een van de vier lichaamssappen, hadden.
Deze humorestheorie werd ontwikkeld door Hippocrates, en door Galenus verder uitgewerkt, en bleef heel gezaghebbend tijdens de middeleeuwen en lang daarna.

Zo is bijvoorbeeld de kubus van Heymans daarop geïnspireerd.
Aanhangers van Rudolf Steiner en de antroposofie gebruiken de vier temperamenten nog vandaag de dag.
Een flegmatische persoon is rustig en weinig emotioneel. Behalve met slijm is er een associatie met de winter (nat en koud) en met het element water. Hoewel flegmatici tevreden en aardige mensen zijn, kan hun verlegen persoonlijkheid hen hinderen bij het tonen van enthousiasme en bij het zich aanpassen aan nieuwe omstandigheden. Ze zijn consistent, ontspannen, rationeel, nieuwsgierig en oplettend; ze bezitten eigenschappen die voor bijvoorbeeld administrateurs en diplomaten essentieel worden geacht. Evenals de sanguinische persoonlijkheid heeft de flegmaticus veel vrienden, maar de flegmaticus is daarbij betrouwbaarder en meelevender.